# توماس بي. ألين
توماس بي. ألين (بالإنجليزية: Thomas B. Allen)‏ هو مؤرخ أمريكي، ولد في 20 مارس 1929.

## وصلات خارجية
- توماس بي. ألين على موقع IMDb (الإنجليزية)
- توماس بي. ألين على موقع قاعدة بيانات الفيلم (الإنجليزية)